# Ion Adrian Zare
Ion Adrian Zare (n. 11 mai 1959, Oradea, România – d. 23 februarie 2022, Oradea, România) a fost un fotbalist român retras din activitate, care a jucat pe post de fundaș la echipe ca FC Bihor, Dinamo și BFC Siófok. Pe plan internațional, are prezențe la națională pentru România.